# Tartine et Chocolat
Tartine et Chocolat est une marque haut-de-gamme française de vêtements d'enfants.

## Historique
Tartine et Chocolat est créé par Catherine Painvin en 1976 qui explique avoir été marquée par l'« élégance » des enfants Kennedy lors des funérailles de leur père en 1963. 
En 1987, le parfum Ptisenbon est lancé avec Givenchy ; il deviendra un des produits phares de la marque.
En 1993, le groupe Yves Rocher qui détient Petit Bateau met un terme à la licence signée avec Tartine et Chocolat ce qui entraîne une réduction du nombre de clients multimarques passant de 750 à une centaine. 
En 2004, le groupe Zannier rachète Tartine et Chocolat. En 2007, Catherine Painvain intente une action contre le repreneur devant le tribunal de commerce de Paris en réclamant 12 millions d'euros de dommages-intérêts. Elle soutient que Roger Zannier l'aurait trompée au moment de la transaction, d'une part en préméditant le dépôt de bilan et, d'autre part, en ne dévoilant pas son intention de ne pas la conserver en tant que styliste ; ces éléments sont réfutés par la défense en expliquant que l'entreprise était en difficulté.  
Fin 2012, la marque se lance sur le marché chinois dans un contexte de demande grandissante : « 44 % des produits de luxe seront vendus en Chine avant 2020 ». 
Fin 2018, la société compte 95 points de vente.[réf. souhaitée]